# Тисьмениця (Люблінське воєводство)
Тисьмениця (пол. Tyśmienica) — село в Польщі, у гміні Парчів Парчівського повіту Люблінського воєводства. Населення — 580 осіб (2011).

## Історія
За даними етнографічної експедиції 1869—1870 років під керівництвом Павла Чубинського, у селі переважно проживали греко-католики, які розмовляли українською мовою.
У 1975—1998 роках село належало до Білопідляського воєводства.

## Демографія
Демографічна структура станом на 31 березня 2011 року:
|          | Загалом | Допрацездатний вік | Працездатний вік | Постпрацездатний вік |
| -------- | ------- | ------------------ | ---------------- | -------------------- |
| Чоловіки | 280     | 52                 | 195              | 33                   |
| Жінки    | 300     | 62                 | 161              | 77                   |
| Разом    | 580     | 114                | 356              | 110                  |